# Toulon-Nice
Toulon-Nice est une ancienne course cycliste française disputée de 1913 à 1932 entre Toulon et Nice en région Provence-Alpes-Côte d'Azur.

## Palmarès
| Année | Vainqueur        | Deuxième           | Troisième          |
| ----- | ---------------- | ------------------ | ------------------ |
| 1913  | Robert Jacquinot | Gabriel Julien     | Marius Matheron    |
| 1924  | Alfredo Binda    | Gaston Ducerisier  | Henri Tesi         |
| 1925  | Henri Tesi       | Ottavio Di Lazzaro | François Urago     |
| 1926  | Louis Roggieri   | Albert Gamel       | Guido Parlanti     |
| 1927  | Fred Oliveri     | Alfredo Magnani    | Sébastien Piccardo |
| 1928  | Louis Gras       | François Menta     | Sébastien Piccardo |
| 1929  | Louis Gras       | Joseph Curtel      | Alfredo Magnani    |
| 1930  | Louis Gras       | Marius Guiramand   | Louis Minardi      |
| 1931  | Mario Bianchi    | Adrien Buttafocchi | Amulio Viarengo    |
| 1932  | Louis Aimar      | Raoul Lesueur      | Louis Minardi      |